# Carl Pedersen (veslač)
Carl Frederik Pedersen, danski veslač, * 30. september 1884, † 3. september 1968.
Pedersen je za Dansko nastopil na Poletnih olimpijskih igrah 1912. Veslal je v četvercu s krmarjem široke gradnje, ki je na teh igrah osvojil zlato medaljo.